# Jaron Vicario
Jaron Vicario (Capelle aan den IJssel, 16 agosto 1999) è un calciatore olandese, originario di Curaçao, centrocampista della Triestina e della nazionale di Curaçao.

## Carriera

### Club
Vicario è cresciuto nel settore giovanile del Feyenoord, con cui ha firmato il primo contratto professionistico il 24 maggio 2018. Il 24 giugno 2019 è stato acquistato a titolo definitivo dal Dordrecht ed il 9 agosto seguente ha debuttato in Eerste Divisie nell'incontro perso 2-0 contro il NAC Breda. Rimasto svincolato nel giugno del 2021, ha giocato per una stagione a Cipro con l'EN Paralimni ed in quella successiva in Germania con lo Straelen.
Il 9 giugno 2023 ha fatto ritorno nei Paesi Bassi dove ha firmato un biennale con il Den Bosch. Al termine di una stagione da titolare, il 12 luglio 2024 è stato acquistato dalla Triestina.

### Nazionale
Ha giocato nella nazionale Under-20 di Curaçao.
Ha debuttato con la nazionale maggiore di Curaçao il 6 settembre 2024 nell'incontro di CONCACAF Nations League contro Saint Lucia.

## Statistiche

### Presenze e reti nei club
Statistiche aggiornate al 17 maggio 2025.
| Stagione        | Squadra         | Campionato      | Campionato | Campionato | Coppe nazionali | Coppe nazionali | Coppe nazionali | Coppe continentali | Coppe continentali | Coppe continentali | Altre coppe | Altre coppe | Altre coppe | Totale | Totale | Totale |
| Stagione        | Squadra         | Comp            | Pres       | Reti       | Comp            | Pres            | Reti            | Comp               | Pres               | Reti               | Comp        | Pres        | Reti        | Pres   | Reti   |        |
| --------------- | --------------- | --------------- | ---------- | ---------- | --------------- | --------------- | --------------- | ------------------ | ------------------ | ------------------ | ----------- | ----------- | ----------- | ------ | ------ | ------ |
| 2019-2020       | Dordrecht       | 1D              | 15         | 0          | CO              | 2               | 0               | -                  | -                  | -                  | -           | -           | -           | 17     | 0      |        |
| 2020-2021       | Dordrecht       | 1D              | 13         | 0          | CO              | 0               | 0               | -                  | -                  | -                  | -           | -           | -           | 13     | 0      |        |
| 2021-2022       | EN Paralimni    | B               | ?          | ?          | CC              | 3               | 0               | -                  | -                  | -                  | -           | -           | -           | 3+     | 0+     |        |
| 2022-2023       | Straelen        | RL              | 26         | 2          | CG              | 1               | 2               | -                  | -                  | -                  | -           | -           | -           | 27     | 4      |        |
| 2023-2024       | Den Bosch       | 1D              | 31         | 3          | CO              | 1               | 1               | -                  | -                  | -                  | -           | -           | -           | 32     | 4      |        |
| 2024-gen. 2025  | Triestina       | C               | 11         | 1          | CI+CI-C         | 0+1             | 0               | -                  | -                  | -                  | -           | -           | -           | 12     | 1      |        |
| gen.-giu. 2025  | Messina         | C               | 8+1        | 0          | CI-C            | 0               | 0               | -                  | -                  | -                  | -           | -           | -           | 9      | 0      |        |
| Totale carriera | Totale carriera | Totale carriera | 105        | 6          |                 | 8               | 3               |                    | -                  | -                  |             | -           | -           | 113    | 9      |        |

### Cronologia presenze e reti in nazionale
| Cronologia completa delle presenze e delle reti in nazionale ― Curaçao | Cronologia completa delle presenze e delle reti in nazionale ― Curaçao | Cronologia completa delle presenze e delle reti in nazionale ― Curaçao | Cronologia completa delle presenze e delle reti in nazionale ― Curaçao | Cronologia completa delle presenze e delle reti in nazionale ― Curaçao | Cronologia completa delle presenze e delle reti in nazionale ― Curaçao | Cronologia completa delle presenze e delle reti in nazionale ― Curaçao | Cronologia completa delle presenze e delle reti in nazionale ― Curaçao |
| Data                                                                   | Città                                                                  | In casa                                                                | Risultato                                                              | Ospiti                                                                 | Competizione                                                           | Reti                                                                   | Note                                                                   |
| ---------------------------------------------------------------------- | ---------------------------------------------------------------------- | ---------------------------------------------------------------------- | ---------------------------------------------------------------------- | ---------------------------------------------------------------------- | ---------------------------------------------------------------------- | ---------------------------------------------------------------------- | ---------------------------------------------------------------------- |
| 6-9-2024                                                               | Saint George's                                                         | Saint Lucia                                                            | 1 – 0                                                                  | Curaçao                                                                | CONCACAF Nations League 2023-2024                                      | -                                                                      | 73’                                                                    |
| Totale                                                                 |                                                                        | Presenze                                                               | 1                                                                      |                                                                        | Reti                                                                   | 0                                                                      |                                                                        |